# Melittosphex burmensis
Melittosphex burmensis — викопний вид бджіл, єдиний відомий у родині Melittosphecidae. Тіло комахи знайдено у бірманському бурштині. Вид існував у пізній крейді, приблизно 99-92 млн років тому.

## Опис
Дуже дрібна бджола — тіло завдовжки 3 мм (приблизно одна п'ята від розміру медоносної бджоли). Цей вид своїми ознаками не схожий ні на одну з сучасних родин бджіл. M. burmensis поєднує деякі анатомічні особливості хижих ос, включаючи форму задніх ніг (вузькі і без колючок, середні гомілки з двома шпорами), та бджіл (типові розгалужені волоски на тілі). Голова має серцеподібну форму (довжина голови 0,24 мм). Крила з двома субмаргінальними комірками. Довжина мезосоми 1,45 мм, проподеум з двома задньобоковими витупами. Довжина метасоми 1,26 мм.